# ألديانويفا دي سانتا كروث
بلدية ألديانويفا دي سانتا كروث (بالإسبانية: Aldeanueva de Santa Cruz) هي بلدية تقع في مقاطعة آبلة التابعة لمنطقة قشتالة وليون وسط إسبانيا.

## الديموغرافيا
يبلغ عدد سكان بلدية ألديانويفا دي سانتا كروث 145 نسمة عام 2011 (وفقاً للمعهد الوطني للإحصاء الإسباني).
| 204 | 193 | 186 | 172 | 163 | 150 | 145 |